# El Chapulín Colorado Animado
El Chapulín Colorado Animado är en mexikansk animerad TV-serie som skapades av Roberto Gómez Fernández och producerad av Ánima Estudios och Televisa för Canal 5.

## Röster
- Jesús Guzmán som El Chapulín Colorado
- Erica Edwards som Periquita Mozcorra
- Enrique Horiouchi och Luis Alfonso Mendoza som Comandante Chacota
- Arturo Mercado som Profesor Inventillo
- Julieta Rivera som Dulce

## Avsnitt

### Säsong 1
1. El anillo perdido
2. El gigantesco lagartosaurio
3. ¡Pido esquina!
4. La última criatura del Doctor Moquillo
5. Oh cielos, el rascacielos
6. Noche de Ópera
7. La maldición del Piesapestosotl
8. La Súper Cumbre
9. ¿Aquí es donde vive el muerto?
10. La desaparición del maquinista
11. El hombre casi invencible
12. El retorno del Sr. Pip
13. 20,000 leguas del mundo submarino

### Säsong 2
1. El amor es demoledor: Parte 1
2. El amor es demoledor: Parte 2
3. La caja china
4. Marinero de agua dulce
5. El código negro, una misión extraña
6. La fórmula de la invisibilidad
7. El tigre anda suelto
8. Ramona carga con el muerto
9. A los chicharrones les dieron chicharrón
10. Las nachas de pomponio
11. Árbitro ratero
12. La trampa
13. El Matonsísimo Kid y Rosa la Rumorosa

### Säsong 3
1. El gladiador colorado
2. Oso por oso, diente por diente
3. La fuga de la presa
4. Amor a primera bestia
5. Willy, Billi, Lili, Pili, Vinny y Sharon
6. El último tango del cucarachón verde
7. Amor Apache
8. Misión espacial
9. El asalto al banco
10. Prohibido tirar bombas en horas de oficina
11. Los caballeros de la mesita del centro
12. Volando bajo
13. El tesoro del Charro Negro
14. Un bombón en París

### Säsong 4
1. El oloroso robo al museo
2. El Una grandiosa huida
3. Pachón, el gato del diablo
4. El ladrón dormilón
5. Miedo a las alturas
6. El rap de Ruby Culebro
7. Cabulman y la extraña desaparición del Señor Revilagigedo
8. El mega cohete nuclear
9. El Chapulín encerado
10. El gas telenoveloso
11. La maldición del tesoro pirata
12. No es lo mismo la avalancha, que ahí te va la lancha
13. El Abominable hombre de las nieves de limón
14. El rapto de cuco

### Säsong 5
1. El bueno, el malo y el menso
2. El grafitero grosero
3. Los taconautas
4. Inventillo de la mancha
5. La gran carrera
6. Misión subterránea
7. El billete de lotería
8. El Juicio del Dr. Moquillo
9. Los drones ladrones
10. El niñero colorado
11. El cazador casado
12. Cambio de identidad
13. Disfraces culebro
14. El asteroide
15. Un ataque de risa
16. El Sasquatch y los scouts
17. El extraño caso del Dr. Pepe y el Gran Juan
18. La Bomba gigante
19. Villanos Unidos S.A
20. La deuda del honorable Hikaru